# Złota kolekcja: Najpiękniejszy dzień
Złota kolekcja: Najpiękniejszy dzień – album kompilacyjny polskiego zespołu rockowego Exodus wydany w 2000 roku nakładem wytwórni Pomaton EMI.
Selekcji utworów i remasteringu dokonał były lider zespołu, Andrzej Puczyński. Część nagrań występuje w wersji skróconej. Utwory „Praktyczny kolor”, „Relacja z giełdy” i „Wszystko płynie” nie były wcześniej nigdzie publikowane.

## Lista utworów
Źródło:.
1. „Niedokończony sen” – 5:12
2. „Złoty promień słońca” – 4:23
3. „Dotyk szczęścia” – 4:04
4. „Ostatni teatrzyk objazdowy” – 7:49
5. „Jestem automatem” – 3:59
6. „Ponury pejzaż” – 4:16
7. „Praktyczny kolor” – 4:36
8. „Relacja z giełdy” – 3:58
9. „Ciągle czekam” – 4:40
10. „Wszystko płynie” – 4:02
11. „Stary Noe” – 4:33
12. „Widok z góry najwyższej” – 4:53
13. „Ten najpiękniejszy dzień” – 17:19